# Самооборона Республики Польша
Самооборона Республики Польши (пол. Samoobrona Rzeczypospolitej Polskiej, сокращённо SO или SRP) — польская христианская левая националистическая политическая партия. Основана 10 января 1992 на базе Профсоюза работников сельского хозяйства «Самооборона» (Związek Zawodowy Rolnictwa Samoobrona) Анджеем Леппером. До 2000 года носила название Союз Самообороны (Przymierze Samoobrona).
На парламентских выборах 25 сентября 2005 набрала 11,4 % голосов избирателей и заняла третье место. По результатам выборов представители партии входили в правительство парламентского меньшинства в качестве одного из партнёров партии «Право и справедливость».
В 2007 году правящая коалиция распалась: на досрочных выборах в октябре 2007-го партия «Право и справедливость» потерпела поражение, а «Самооборона» не прошла в Сейм, не преодолев пятипроцентный барьер (1,5 % голосов). Начиная с 2007 года не представлена в польском парламенте.
4 марта 2012 года партия распалась, и была восстановлена только в ноябре 2021 года.

## История
«Самооборона» возникла в начале 1990-х как движение обнищавших в результате перехода к рыночной экономике крестьян.
Впервые участвовала в парламентских выборах в сентябре 1993, набрала 2,78 % голосов и не прошла в Сейм.
В 1995 Анджей Леппер баллотировался на должность президента Польши и набрал 1,32 % голосов.
В результате парламентских выборов 21 сентября 1997 «Самообороне» удалось набрать только 0,08 % голосов (в половине округов она не смогла зарегистрировать свои избирательные списки).
В 2000 «Самооборона» организовала пикеты на крупнейших автомагистралях республики с целью привлечь к себе внимание. Однако в президентских выборах того же года Анджей Леппер получил лишь 3,05 % голосов, зато в 2001 в ходе парламентских выборов «Самооборона» заняла третье место, заручившись поддержкой 10,5 % избирателей и получив 53 места в Сейме и 2 в Сенате республики.
Во время своей работе в Сейме в важнейших вопросах поддерживали социал-демократический «Союз демократических левых сил». Партия также отметила своё пребывание в Сейме рядом скандалов. Во время войны в Афганистане в 2003 «Самооборона» обвинила членов крупнейшей оппозиционной партии «Гражданская Платформа» в связях с талибами и продаже террористам спор сибирской язвы. Некоторые депутаты от «Самообороны» подозревались в фальшивомонетничестве и бандитизме.
Во время выборов в Европарламент 2004 «Самооборона» набрала 10 % голосов избирателей и заняла 6 из 54 мест, зарезервированных для Польши.
На парламентских выборах 25 сентября 2005 «Самооборона» набрала 11,4 % и получила уже 56 мест в Сейме.
Анджей Леппер в первом туре президентских выборов 2005 занял третье место с 15 % голосов и призвал поддержать во втором туре выборов кандидата от правой партии «Право и Справедливость» Леха Качиньского.
9 июля 2007 года Анджей Леппер, занимавший пост вице-премьера и министра сельского хозяйства, был отстранён от занимаемых должностей. После чего партия «Самооборона» внесла в парламент Польши предложение о самороспуске Сейма и проведении досрочных выборов в связи с политическим кризисом в стране. Однако позже Анджей Леппер заявил, что партия останется в правительственной коалиции Польши.
На выборах в октябре 2007 г. «Самооборона» получила 247 тыс. голосов (1,5 %) и не прошла в Сейм, а правительство Ярослава Качиньского подало в отставку. Некоторые члены партии создали новую партию — «Партию регионов».
В 2010 году лидер партии Анджей Леппер принял участие в президентских выборах. В первом туре он получил 214 657 голосов (1,28%), заняв 7-е место среди десяти кандидатов.
В 2011 году на выборах партия получила 0,07 % голосов. Результаты были омрачены в том году ещё и внезапной гибелью Леппера. 
4 марта 2012 года «Самооборона Республики Польша» фактически распалась.
Партия была восстановлена 17 ноября 2021 года и официально зарегистрирована 28 сентября 2022 года. В 2023 году перед парламентскими выборами «Самооборона» зарегистрировала собственный избирательный комитет, но не выдвинула ни одного кандидата; некоторые члены партии всё-же участвовали в выборах как кандидаты избирательного комитета «Нормальная страна». «Самооборона» не поддержала ни одну из польских политических сил, но активно призывала принять участие в референдуме.

## Политическая программа
Партия характеризуется как левая, леворадикальная, левопопулистская или левонационалистическая.  «Самооборона» сочетает в себе элементы крестьянского движения, католического социального учения и социалистических традиций Польской Народной Республики. Основным электоратом партии являются преимущественно беднейшие слои населения и жители сельской местности, придерживающиеся консервативных взглядов. Партию также называли ультраправой из-за коалиции с правыми партиями «Право и справедливость» и «Лига польских семей».
«Самооборона» использует социалистическую риторику в экономической сфере, придерживаясь популистских, протекционистских и изоляционистских взглядов. «Самооборона» выступает за мораторий на выплату внешнего долга, увеличение финансирования социальных программ, поддержки сельского хозяйства Польши. По мнению руководства партии, основными секторами польской экономики должны стать сельское хозяйство, строительство, малое и среднее предпринимательство. Партия выступает против чрезмерного роста иностранных инвестиций в Польше. «Самооборона» является единственной польской политической партией, открыто выступавшей против декоммунизации и люстрации.
В социальных вопросах партия занимает консервативную и традиционалистическую позицию: выступает против легализации лёгких наркотиков, смертной казни, эвтаназии и абортов, регистрации однополых браков, отделения церкви от государства, введения профессиональной армии и отмены всеобщего воинского призыва. При этом, партия поддерживала борьбу за права животных и введение института гражданских партнёрств. Заявляя, что «при коммунизме было плохо, а при капитализме — ещё хуже», «Самооборона» выдвигает следующие требования: введение пропорционального налога, сохранение бесплатного образования и здравоохранения.
«Самооборона» выступала за вывод польских войск из Ирака. Во внешней политике придерживается евроскептицизма, однако на волне популизма во время референдума о вступлении в Евросоюз партия заняла нейтральную позицию. «Самооборона» выступала против разжигания межнациональной розни в ходе скандала с «Союзом поляков Беларуси» в 2005 году (см. Внешняя политика Беларуси) и не раз официально заявляла о своей поддержке Александра Лукашенко. «Самооборона» выступает за улучшение отношений с Российской Федерацией.